# Motjärnen (Sunne socken, Värmland)
Motjärnen är en sjö i Sunne kommun i Värmland och ingår i Göta älvs huvudavrinningsområde.